# Jo Nakajima
Jo Nakajima (中嶋 譲 Nakajima Jo?), född 3 juli 1980 i Saitama prefektur, är en japansk före detta fotbollsspelare.
Nakajima började sin karriär 1999 i Kashima Antlers. Med Kashima Antlers vann han japanska ligan 2000, 2001, japanska ligacupen 2000 och japanska cupen 2000. Han avslutade karriären 2001.